# 芒特普萊森特 (印地安納州特拉華縣)
芒特普萊森特（英語：Mount Pleasant）是位於美國印地安納州特拉華縣的一個非建制地區。該地的面積和人口皆未知。

## 地理
芒特普萊森特的座標為40°05′20″N 85°18′21″W / 40.08889°N 85.30583°W，而該地的平均海拔高度為312米（即1024英尺）。